# Miodownica dębowo-brzozowa
Miodownica dębowo-brzozowa (Stomaphis quercus) – mszyca z rodziny miodownicowatych.
Jest to niewielki, brązowy owad żyjący w szczelinach kory drzew liściastych, najczęściej dębów. Występuje w całej Europie.